# Fenestraja atripinna
Fenestraja atripinna es una especie de pez de la familia de los Rajidae en el orden de los Rajiformes.

## Reproducción
Es ovíparo y las hembras ponen huevos envueltos en una cápsula córnea.

## Hábitat
Es un pez de mar y de aguas profundas que vive entre 595 m de profundidad.

## Distribución geográfica
Se encuentra en el Océano Atlántico occidental central: desde las Bahamas hasta el norte del Mar Caribe.

## Observaciones
Es inofensivo para los humanos. 